# Сцена после титров
Сцена после титров (другие названия стингер, эпилог, хвост) — короткое видео, которое появляется после того, как на экране завершились все заключительные титры, либо их определённая часть. Используется в фильмах, телесериалах или видеоиграх. Обычно такие сцены создаются, чтобы вознаградить аудиторию за просмотр титров или задержать часть зрителей в зале, чтобы не провоцировать давку на выходе из кинотеатра. Это может быть сцена, написанная с юмором или намекающая на вероятное продолжение сюжета в последующих частях произведения.

## История
Сцены после титров могут быть созданы как выход на бис — дополнительное выступление, которое добавляли в конце постановочных шоу в ответ на аплодисменты зрителей. Оперные выходы на бис были обычной практикой в XIX веке, но в 1920-х годах перестали пользоваться успехом из-за растущего акцента на драматическое повествование, а не на вокальное исполнение. Явление возникло задолго до 2008 года, когда Ник Фьюри предложил Тони Старку собрать команду Мстителей после титров фильма «Железный человек». Самый банальный пример – анимационные хиты Disney и Dream Works, где могли показать как нарезку кадров, не вошедших в ленту, так и какую-нибудь маленькую сцену, закрывающую одну из линий сюжета.
Первым фильмом американского проката, в котором показали сцену после титров, стал «Глушители», выпущенный в марте 1966 года. Сцена изображает главного героя Мэтта Хелма (которого играет Дин Мартин), лежащего без рубашки на чем-то, что кажется вращающимся диваном, вместе с 10 скудно одетыми женщинами. Он целует двух женщин, прежде чем потереть лицо и пробормотать: «О боже мой». Во время сцены надписи гласят: «Скоро следующий» и «Мэтт Хелм встречает Лави Кравезит».
В 1979 году в фильме «Маппеты» было использовано устройство кадрирования, в котором персонажи сами наблюдали за тем, как фильм демонстрировался в кинотеатре. Во время титров куклы вставали со своих мест, разговаривали друг с другом и шутили (тем самым стимулируя настоящую аудиторию остаться и посмотреть, что будет дальше). В последний момент после титров Анимал кричит зрителям: «Идите домой!», прежде чего вздыхает «бай-бай» и теряет сознание от усталости.
Количество фильмов, где использовались такие сцены, возросло в 1980-х годах. В основном их снимали для комедийных лент. В 1980 году фильм «Аэроплан!» закончился обратным звонком брошенному пассажиру такси, который не был главным персонажем. В 1985 году стингер показали в «Молодом Шерлоке Холмсе»: на протяжении всех титров видно, как сани едут по Альпам к горной гостинице; в конце титров профессор Рат (предположительно мертвый), также известный как «Э-Тар», подписывал реестр как «Мориарти». В августе 1987 года в «Властелинах Вселенной» голова Скелетора появилась из воды на дне ямы, говоря: «Я вернусь!». Фильм «Маппеты» также стал первопроходцем в использовании сцен после титров, чтобы сломать четвёртую стену, даже когда большая часть остального фильма её не трогала. Сцены часто использовались как форма метафантастики, когда персонажи показывали осознание того, что они находятся в конце фильма, а иногда прямо говорили зрителям покинуть театр. Фильмы, использующие эту технику, включают «Выходной день Ферриса Бьюллера» (в котором главный герой часто ломал четвёртую стену во время фильма) и музыкальный ремейк «Продюсеров». Сцена после титров в «Продюсерах» также включала эпизодическое появление сценариста фильма Мела Брукса.
Сцены после титров также показывались в продолжительном телевизионном шоу «Таинственный театр 3000 года»; впервые появившись в эпизоде 1990 года «Ракетная атака США», они продолжались до конца сериала. За редким исключением, они выделяли моменты из фильмов, которые были либо особенно бессмысленными, либо просто привлекли внимание сценаристов.